# Distribució normal esbiaixada
En teoria i estadística de probabilitats, la distribució normal esbiaixada és una distribució de probabilitat contínua que generalitza la distribució normal per permetre una asimetria diferent de zero.

## Definició
Deixar {\displaystyle \phi (x)} denoteu la funció de densitat de probabilitat normal estàndard
{\displaystyle \phi (x)={\frac {1}{\sqrt {2\pi }}}e^{-{\frac {x^{2}}{2}}}}
amb la funció de distribució acumulada donada per
{\displaystyle \Phi (x)=\int _{-\infty }^{x}\phi (t)\ dt={\frac {1}{2}}\left[1+\operatorname {erf} \left({\frac {x}{\sqrt {2}}}\right)\right]}
on "erf" és la funció d'error. A continuació, la funció de densitat de probabilitat (pdf) de la distribució asiàtica amb el paràmetre {\displaystyle \alpha } està donat per
{\displaystyle f(x)=2\phi (x)\Phi (\alpha x).\,}
Aquesta distribució va ser introduïda per primera vegada per O'Hagan i Leonard (1976). Les formes alternatives a aquesta distribució, amb la corresponent funció quantil, han estat donades per Ashour i Abdel-Hamid i per Mudholkar i Hutson.
Un procés estocàstic que sustenta la distribució va ser descrit per Andel, Netuka i Zvara (1984). Tant la distribució com els fonaments del seu procés estocàstic eren conseqüències de l'argument de la simetria desenvolupat a Chan i Tong (1986), que s'aplica a casos multivariants més enllà de la normalitat, per exemple, la distribució t multivariada sesgada i altres. La distribució és un cas particular d'una classe general de distribucions amb funcions de densitat de probabilitat de la forma {\displaystyle f(x)=2\phi (x)\Phi (x)} on {\displaystyle \phi (\cdot )} és qualsevol PDF simètric sobre zero i {\displaystyle \Phi (\cdot )} és qualsevol CDF el PDF del qual és simètric sobre zero.